# Lijst van gemeentelijke monumenten in Bronckhorst
De gemeente Bronckhorst kent 464 gemeentelijke monumenten, hieronder een overzicht. 

## Baak
De plaats Baak kent 22 gemeentelijke monumenten. Zie de lijst van gemeentelijke monumenten in Baak.

## Bronkhorst
De plaats Bronkhorst kent 13 gemeentelijke monumenten:
| Object | Bouwjaar | Architect | Locatie             | Coördinaten                  | Nr.           | Afbeelding |
| --- | -------- | --------- | ------------------- | ---------------------------- | ------------- | --- |
| Boerderij |          |           | Bakerwaardseweg 13  | 52° 4' 43" NB, 6° 12' 18" OL | 1876/wikinr23 | Boerderij |
| Boerderij Hulshof                                                                                                |          |           | Maneveld 1          | 52° 4' 42" NB, 6° 10' 59" OL | 1876/wikinr24 | Meer afbeeldingen                                                                                                |
| Boerderij |          |           | Onderstraat 14      | 52° 4' 32" NB, 6° 10' 53" OL | 1876/wikinr25 | Boerderij |
| Boerderij |          |           | Bakerwaardseweg 7   | 52° 5' 3" NB, 6° 12' 7" OL   | 1876/wikinr26 | Boerderij |
| Boerderij |          |           | Bakerwaardseweg 11  | 52° 4' 60" NB, 6° 12' 7" OL  | 1876/wikinr27 | Boerderij |
| Boerderij |          |           | Bakerwaardseweg 15  | 52° 4' 43" NB, 6° 12' 33" OL | 1876/wikinr28 | Meer afbeeldingen                                                                                                |
| Boerderij |          |           | Bakerwaardseweg 15a | 52° 4' 42" NB, 6° 12' 34" OL | 1876/wikinr29 | Upload foto |
| Dubbel woonhuis in sobere expressionistische stijl                                                               |          |           | Bovenstraat 4       | 52° 4' 35" NB, 6° 10' 46" OL | 1876/wikinr30 | Dubbel woonhuis in sobere expressionistische stijl                                                               |
| Dubbel woonhuis                                                                                                  | ca. 1860 |           | Bovenstraat 6       | 52° 4' 35" NB, 6° 10' 46" OL | 1876/wikinr31 | Dubbel woonhuis                                                                                                  |
| Woonhuis, voormalig koetsierswoning, stalruimte                                                                  | ca. 1879 |           | Kasteelweg 5        | 52° 4' 34" NB, 6° 10' 41" OL | 1876/wikinr32 | Woonhuis, voormalig koetsierswoning, stalruimte                                                                  |
| Dubbel woonhuis                                                                                                  |          |           | Boterstraat 6       | 52° 4' 32" NB, 6° 10' 42" OL | 1876/wikinr33 | Dubbel woonhuis                                                                                                  |
| Dubbel woonhuis                                                                                                  |          |           | Boterstraat 8       | 52° 4' 31" NB, 6° 10' 42" OL | 1876/wikinr34 | Dubbel woonhuis                                                                                                  |
| Gemaal met dienstwoning, gebouwd bij de opheffing van de Baakse Overlaat; uitgevoerd in functionalistische stijl | 1955     |           | Veerweg 1           | 52° 4' 30" NB, 6° 10' 29" OL | 1876/wikinr35 | Gemaal met dienstwoning, gebouwd bij de opheffing van de Baakse Overlaat; uitgevoerd in functionalistische stijl |

## Drempt
De plaats Drempt kent 29 gemeentelijke monumenten. Zie de lijst van gemeentelijke monumenten in Drempt.

## Halle
De plaats Halle kent 8 gemeentelijke monumenten
| Object                                         | Bouwjaar                               | Architect         | Locatie           | Coördinaten                   | Nr.           | Afbeelding                                     |
| ---------------------------------------------- | -------------------------------------- | ----------------- | ----------------- | ----------------------------- | ------------- | ---------------------------------------------- |
| Boerderij De Kappe                             |                                        |                   | Aaltenseweg 15    | 52° 0' 6" NB, 6° 24' 32" OL   | 1876/wikinr65 | Boerderij De Kappe                             |
| Vm. Koetshuisje                                |                                        |                   | Dorpsstraat 1     | 51° 59' 29" NB, 6° 25' 33" OL | 1876/wikinr66 | Vm. Koetshuisje                                |
| Woning                                         |                                        |                   | Dorpsstraat 17    | 51° 59' 26" NB, 6° 25' 39" OL | 1876/wikinr67 | Woning                                         |
| Nederlands Hervormde Kerk / Grote Kerk         | 1858, herbouwd in 1952. Toren uit 1976 | Dzn. D.L. Sijmons | Dorpsstraat 19    | 51° 59' 25" NB, 6° 25' 40" OL | 1876/wikinr68 | Meer afbeeldingen                              |
| Kerk De Korenaar, wordt verbouwd tot dorpshuis | 1937                                   | W.M. Hebly        | Dorpsstraat 85    | 51° 59' 18" NB, 6° 25' 57" OL | 1876/wikinr69 | Kerk De Korenaar, wordt verbouwd tot dorpshuis |
| Pastorie                                       |                                        |                   | Dorpsstraat 87    | 51° 59' 19" NB, 6° 25' 59" OL | 1876/wikinr70 | Pastorie                                       |
| Veenhuisje                                     |                                        |                   | Halle Heideweg 39 | 52° 0' 58" NB, 6° 27' 33" OL  | 1876/wikinr71 | Veenhuisje                                     |
| Boerderij                                      |                                        |                   | Halle-Heideweg 1  | 51° 59' 42" NB, 6° 25' 19" OL | 1876/wikinr72 | Boerderij                                      |

## Hengelo
De plaats Hengelo kent 13 gemeentelijke monumenten:
| Object                                       | Bouwjaar                               | Architect                    | Locatie              | Coördinaten                  | Nr.           | Afbeelding                                   |
| -------------------------------------------- | -------------------------------------- | ---------------------------- | -------------------- | ---------------------------- | ------------- | -------------------------------------------- |
| Dubbel woonhuis                              |                                        |                              | Beatrixlaan 2        | 52° 3' 18" NB, 6° 19' 10" OL | 1876/wikinr73 | Dubbel woonhuis                              |
| Dubbel woonhuis                              |                                        |                              | Beatrixlaan 4        | 52° 3' 19" NB, 6° 19' 10" OL | 1876/wikinr74 | Dubbel woonhuis                              |
| Opbaarhuisje/ berging algemene begraafplaats |                                        |                              | Iekink 28            | 52° 2' 55" NB, 6° 18' 51" OL | 1876/wikinr75 | Opbaarhuisje/ berging algemene begraafplaats |
| Huize 't Kervel                              | 1870                                   | Hendricus Johannes Wennekers | Kervelseweg 36/38    | 52° 3' 32" NB, 6° 17' 16" OL | 1876/wikinr76 | Huize 't Kervel                              |
| Voormalig postkantoor                        | 1911-'13                               |                              | Raadhuisstraat 23-25 | 52° 3' 8" NB, 6° 18' 31" OL  | 1876/wikinr79 | Voormalig postkantoor                        |
| Boerderij 't Riefel                          |                                        |                              | Riefelerdijk 2       | 52° 3' 12" NB, 6° 16' 16" OL | 1876/wikinr81 | Boerderij 't Riefel                          |
| Kapel De Goede Herder                        |                                        |                              | Schapendijk 4        | 52° 2' 42" NB, 6° 24' 37" OL | 1876/wikinr82 | Kapel De Goede Herder                        |
| Huize Dorpszicht                             | ca. 1820, uitgebreid rond 1900 en 1933 |                              | Spalstraat 25-25a    | 52° 3' 1" NB, 6° 18' 38" OL  | 1876/wikinr83 | Huize Dorpszicht                             |
| De Achterspalle                              |                                        |                              | Spalstraat 50        | 52° 2' 55" NB, 6° 18' 32" OL | 1876/wikinr85 | De Achterspalle                              |
| Gemeentegrenspaal                            |                                        |                              | Vordenseweg nabij 86 | 52° 4' 38" NB, 6° 18' 54" OL | 1876/wikinr86 | Gemeentegrenspaal                            |
| Trafohuisje                                  |                                        |                              | Vordenseweg t.o. 74  | 52° 4' 13" NB, 6° 18' 38" OL | 1876/wikinr87 | Trafohuisje                                  |
| Boerderij                                    |                                        |                              | Veermansweg 4        | 52° 2' 48" NB, 6° 16' 47" OL | 1876/wikinr88 | Boerderij                                    |
| Woonhuis                                     |                                        |                              | Ruurloseweg 72       | 52° 3' 23" NB, 6° 19' 30" OL | 1876/wikinr89 | Woonhuis                                     |

## Hoog-Keppel
De plaats Hoog-Keppel kent 17 gemeentelijke monumenten:
| Object                 | Bouwjaar | Architect | Locatie                            | Coördinaten                  | Nr.            | Afbeelding             |
| ---------------------- | -------- | --------- | ---------------------------------- | ---------------------------- | -------------- | ---------------------- |
|                        |          |           | Burg. Vrijlandweg 1                | 52° 0' 17" NB, 6° 11' 45" OL | 1876/wikinr90  | Meer afbeeldingen      |
|                        |          |           | Burg. Vrijlandweg 13               | 52° 0' 19" NB, 6° 11' 51" OL | 1876/wikinr91  |                        |
| Woonhuis               | 1865     |           | Burg. Vrijlandweg 14               | 52° 0' 18" NB, 6° 11' 56" OL | 1876/wikinr92  | Woonhuis               |
| T - boerderij          |          |           | Burg. Vrijlandweg 26               | 52° 0' 19" NB, 6° 12' 0" OL  | 1876/wikinr93  | T - boerderij          |
| T - boerderij          |          |           | Burg. Vrijlandweg 26a              | 52° 0' 19" NB, 6° 12' 0" OL  | 1876/wikinr94  | T - boerderij          |
| T - boerderij          |          |           | Burg. Vrijlandweg 28               | 52° 0' 19" NB, 6° 12' 1" OL  | 1876/wikinr95  | T - boerderij          |
| Keuterboerderijtje     |          |           | Dubbeltjesweg 4                    | 52° 0' 22" NB, 6° 11' 49" OL | 1876/wikinr96  | Keuterboerderijtje     |
| T - boerderij          |          |           | Hessenweg 9                        | 52° 0' 7" NB, 6° 13' 26" OL  | 1876/wikinr97  | T - boerderij          |
| T - boerderij          |          |           | Oude Zutphenseweg 9                | 52° 0' 16" NB, 6° 13' 1" OL  | 1876/wikinr98  | T - boerderij          |
| T - boerderij          |          |           | Oude Zutphenseweg 11               | 52° 0' 16" NB, 6° 13' 1" OL  | 1876/wikinr99  | T - boerderij          |
| T - boerderij          |          |           | Oude Zutphenseweg 13               | 52° 0' 16" NB, 6° 13' 2" OL  | 1876/wikinr100 | T - boerderij          |
| Woonhuis/schuur        |          |           | Rijksweg 48                        | 52° 0' 10" NB, 6° 11' 12" OL | 1876/wikinr101 | Woonhuis/schuur        |
| Boerderij (hallehuis)  |          |           | Rijksweg 52                        | 52° 0' 3" NB, 6° 11' 19" OL  | 1876/wikinr102 | Boerderij (hallehuis)  |
| Dwarshuis              |          |           | Rijksweg 56                        | 52° 0' 10" NB, 6° 11' 31" OL | 1876/wikinr103 | Dwarshuis              |
| Voormalig gemeentehuis |          |           | Rijksweg 60                        | 52° 0' 10" NB, 6° 11' 38" OL | 1876/wikinr104 | Voormalig gemeentehuis |
| T - boerderij bakoven  |          |           | Slondeweg 1                        | 51° 59' 43" NB, 6° 12' 7" OL | 1876/wikinr105 | T - boerderij bakoven  |
| Baarhuisje             |          |           | Burg. van Panhuysbrink nabij nr 11 | 52° 0' 21" NB, 6° 12' 0" OL  | 1876/wikinr106 | Baarhuisje             |

## Hummelo
De plaats Hummelo heeft 56 gemeentelijke monumenten. Zie de lijst van gemeentelijke monumenten in Hummelo.

## Keijenborg
De plaats Keijenborg kent 3 gemeentelijke monumenten:
| Object                     | Bouwjaar | Architect | Locatie             | Coördinaten                  | Nr.            | Afbeelding                 |
| -------------------------- | -------- | --------- | ------------------- | ---------------------------- | -------------- | -------------------------- |
| R.K. Johannes de Doperkerk | 1932     | Jan Stuyt | Kerkstraat 7        | 52° 1' 54" NB, 6° 17' 44" OL | 1876/wikinr163 | Meer afbeeldingen          |
| Pastorie                   | 1843     |           | Kerkstraat 9        | 52° 1' 53" NB, 6° 17' 44" OL | 1876/wikinr164 | Pastorie                   |
| Trafohuisje nabij R.K.Kerk | 1924     |           | Pastoor Thuisstraat | 52° 1' 54" NB, 6° 17' 41" OL | 1876/wikinr165 | Trafohuisje nabij R.K.Kerk |

## Laag-Keppel
De plaats Laag-Keppel kent 39 gemeentelijke monumenten. Zie de lijst van gemeentelijke monumenten in Laag-Keppel.

## Olburgen
De plaats Olburgen kent 10 gemeentelijke monumenten:
| Object                                               | Bouwjaar | Architect | Locatie             | Coördinaten                 | Nr.            | Afbeelding                                           |
| ---------------------------------------------------- | -------- | --------- | ------------------- | --------------------------- | -------------- | ---------------------------------------------------- |
| Boerderij                                            |          |           | Olburgseweg 8       | 52° 2' 42" NB, 6° 7' 27" OL | 1876/wikinr205 | Boerderij                                            |
| Boerderij                                            |          |           | Olburgseweg 8a      | 52° 2' 41" NB, 6° 7' 28" OL | 1876/wikinr206 | Boerderij                                            |
| Boerderij                                            |          |           | Capellegoedweg 2    | 52° 2' 33" NB, 6° 7' 33" OL | 1876/wikinr207 | Boerderij                                            |
| Boerderij                                            |          |           | Olburgseweg 9       | 52° 2' 42" NB, 6° 7' 26" OL | 1876/wikinr208 | Boerderij                                            |
| Kapel muur                                           |          |           | Olburgseweg         | 52° 2' 38" NB, 6° 7' 26" OL | 1876/wikinr209 | Kapel muur                                           |
| Pastorie                                             |          |           | Olburgseweg 2       | 52° 2' 39" NB, 6° 7' 27" OL | 1876/wikinr210 | Pastorie                                             |
| Woning                                               |          |           | Olburgseweg 5       | 52° 2' 41" NB, 6° 7' 25" OL | 1876/wikinr211 | Woning                                               |
| Horeca                                               |          |           | Olburgseweg 7       | 52° 2' 42" NB, 6° 7' 26" OL | 1876/wikinr212 | Horeca                                               |
| Boerderij                                            |          |           | Dierenseweg 1       | 52° 2' 32" NB, 6° 7' 32" OL | 1876/wikinr213 | Boerderij                                            |
| Inlaatwerk Olburgen als onderdeel van de IJssellinie |          |           | nabij Pipeluurseweg | 52° 2' 31" NB, 6° 8' 41" OL | 1876/wikinr214 | Inlaatwerk Olburgen als onderdeel van de IJssellinie |

## Steenderen
De plaats Steenderen kent 73 gemeentelijke monumenten. Zie de Lijst van gemeentelijke monumenten in Steenderen

## Toldijk
De plaats Toldijk kent 23 gemeentelijke monumenten. Zie de lijst van gemeentelijke monumenten in Toldijk.

## Vierakker
De plaats Vierakker kent 14 gemeentelijke monumenten:
| Object                               | Bouwjaar | Architect                    | Locatie                       | Coördinaten                  | Nr.            | Afbeelding                           |
| ------------------------------------ | -------- | ---------------------------- | ----------------------------- | ---------------------------- | -------------- | ------------------------------------ |
| Boerderij en bijschuur               |          |                              | Boshuisweg 2                  | 52° 5' 56" NB, 6° 15' 18" OL | 1876/wikinr311 | Boerderij en bijschuur               |
| Boerderij en bijschuur               |          |                              | Boshuisweg 2A                 | 52° 5' 56" NB, 6° 15' 18" OL | 1876/wikinr312 | Boerderij en bijschuur               |
| Boerderij, bijschuur en bakhuisje    |          |                              | IJselweg 10                   | 52° 6' 26" NB, 6° 14' 2" OL  | 1876/wikinr313 | Boerderij, bijschuur en bakhuisje    |
| Winkel/ woonhuis en maalderij        | 1920     |                              | IJselweg 13                   | 52° 6' 25" NB, 6° 14' 4" OL  | 1876/wikinr314 | Winkel/ woonhuis en maalderij        |
| Boerderij, bijschuur en bakoven      |          |                              | Koekoekstraat 23              | 52° 6' 17" NB, 6° 15' 55" OL | 1876/wikinr315 | Boerderij, bijschuur en bakoven      |
| Boerderij en bijschuur               |          |                              | Vierakkersestraatweg 17       | 52° 6' 28" NB, 6° 14' 12" OL | 1876/wikinr316 | Boerderij en bijschuur               |
| Boerderij                            |          |                              | Vierakkersestraatweg 18       | 52° 6' 23" NB, 6° 14' 15" OL | 1876/wikinr317 | Boerderij                            |
| Boerderij                            |          |                              | Vierakkersestraatweg 21       | 52° 6' 22" NB, 6° 14' 40" OL | 1876/wikinr318 | Boerderij                            |
| Boerderij                            |          |                              | Vierakkersestraatweg 23       | 52° 6' 22" NB, 6° 14' 40" OL | 1876/wikinr319 | Boerderij                            |
| Boerderij, bijschuur en 2 hooibergen |          |                              | Vierakkersestraatweg 25 - 25b | 52° 5' 57" NB, 6° 14' 55" OL | 1876/wikinr320 | Boerderij, bijschuur en 2 hooibergen |
| Woning ( vm. Kosterij/ boerderij)    | 1870     | Hendricus Johannes Wennekers | Vierakkersestraatweg 29 - 29a | 52° 5' 36" NB, 6° 15' 14" OL | 1876/wikinr322 | Woning ( vm. Kosterij/ boerderij)    |
| Pastorie/ woning                     | 1870     | Hendricus Johannes Wennekers | Vierakkersestraatweg 33       | 52° 5' 35" NB, 6° 15' 18" OL | 1876/wikinr324 | Pastorie/ woning                     |
| Patronaatsgebouw                     | ca. 1900 |                              | Vierakkersestraatweg 37       | 52° 5' 32" NB, 6° 15' 20" OL | 1876/wikinr325 | Patronaatsgebouw                     |
| Woning                               |          |                              | Vierakkersestraatweg 49       | 52° 5' 32" NB, 6° 15' 24" OL | 1876/wikinr326 | Woning                               |

## Vorden
De plaats Vorden kent 105 gemeentelijke monumenten. Zie de lijst van gemeentelijke monumenten in Vorden

## Wichmond
De plaats Wichmond kent 12 gemeentelijke monumenten:
| Object                                  | Bouwjaar | Architect | Locatie              | Coördinaten                  | Nr.            | Afbeelding                              |
| --------------------------------------- | -------- | --------- | -------------------- | ---------------------------- | -------------- | --------------------------------------- |
| Woning                                  |          |           | Dorpsstraat 1        | 52° 5' 26" NB, 6° 15' 23" OL | 1876/wikinr434 | Woning                                  |
| Boerderij                               |          |           | Dorpsstraat 4        | 52° 5' 28" NB, 6° 15' 18" OL | 1876/wikinr435 | Boerderij                               |
| Hervormde Kerk                          | 1855     |           | Dorpsstraat 16       | 52° 5' 21" NB, 6° 15' 27" OL | 1876/wikinr436 | Hervormde Kerk                          |
| Pastorie/ woning                        |          |           | Dorpsstraat 18       | 52° 5' 20" NB, 6° 15' 28" OL | 1876/wikinr432 | Pastorie/ woning                        |
| Boerderij                               |          |           | Broekweg 19          | 52° 5' 50" NB, 6° 13' 27" OL | 1876/wikinr433 | Boerderij                               |
| Boerderij en bijschuur                  |          |           | Lankhorsterstraat 1  | 52° 5' 12" NB, 6° 15' 42" OL | 1876/wikinr437 | Upload foto                             |
| Boerderij en bijschuur                  |          |           | Lankhorsterstraat 7  | 52° 4' 41" NB, 6° 15' 55" OL | 1876/wikinr438 | Boerderij en bijschuur                  |
| Boerderij, bijschuur en voorm. Slagerij |          |           | Lankhorsterstraat 10 | 52° 5' 0" NB, 6° 15' 44" OL  | 1876/wikinr439 | Boerderij, bijschuur en voorm. Slagerij |
| Boerderij en bijschuur                  |          |           | Lankhorsterstraat 12 | 52° 4' 56" NB, 6° 15' 45" OL | 1876/wikinr440 | Boerderij en bijschuur                  |
| Boerderij/ woning en vm. Werkplaats     |          |           | Lankhorsterstraat 18 | 52° 4' 50" NB, 6° 15' 51" OL | 1876/wikinr441 | Boerderij/ woning en vm. Werkplaats     |
| Boerderij                               |          |           | Okhorstweg 4         | 52° 5' 7" NB, 6° 16' 30" OL  | 1876/wikinr442 | Boerderij                               |
| Boerderij                               |          |           | Okhorstweg 7         | 52° 4' 58" NB, 6° 16' 26" OL | 1876/wikinr443 | Boerderij                               |

## Zelhem
De plaats Zelhem kent 21 gemeentelijke monumenten:
| Object                                   | Bouwjaar | Architect | Locatie                     | Coördinaten                   | Nr.            | Afbeelding                   |
| ---------------------------------------- | -------- | --------- | --------------------------- | ----------------------------- | -------------- | ---------------------------- |
| Woning                                   |          |           | Halseweg 33                 | 52° 0' 14" NB, 6° 21' 53" OL  | 1876/wikinr444 | Woning                       |
| Boerderij                                |          |           | Akkermansstraat 1           | 52° 1' 18" NB, 6° 17' 26" OL  | 1876/wikinr445 | Boerderij                    |
| Voormalige boswachterswoning             |          |           | Berkendijk 1                | 52° 2' 4" NB, 6° 23' 16" OL   | 1876/wikinr446 | Voormalige boswachterswoning |
| Woning                                   |          |           | Doetinchemseweg 15          | 52° 0' 17" NB, 6° 20' 52" OL  | 1876/wikinr447 | Woning                       |
| Kunstwerk                                |          |           | Dr. Grashuisstraat 3        | 52° 0' 14" NB, 6° 21' 4" OL   | 1876/wikinr448 | Kunstwerk                    |
| Boerderij                                |          |           | Enkweg 5                    | 51° 59' 41" NB, 6° 19' 45" OL | 1876/wikinr449 | Boerderij                    |
| Voormalige Zondagsschool                 |          |           | Garvelinkweg 6              | 51° 59' 11" NB, 6° 21' 35" OL | 1876/wikinr450 | Voormalige Zondagsschool     |
| Woning/ schuren                          |          |           | Haitinkweg 8                | 51° 59' 36" NB, 6° 20' 27" OL | 1876/wikinr451 | Upload foto                  |
| Voormalig Tolhuis                        |          |           | Keijenborgseweg 4           | 52° 0' 14" NB, 6° 17' 7" OL   | 1876/wikinr452 | Meer afbeeldingen            |
| Woning                                   |          |           | Meeneweg 1                  | 52° 0' 22" NB, 6° 21' 44" OL  | 1876/wikinr454 | Woning                       |
| Boerderij                                |          |           | Nieuw Steeg 3               | 51° 59' 22" NB, 6° 19' 52" OL | 1876/wikinr455 | Boerderij                    |
| Voormalig jachthuis/ boerderij Petershut |          |           | Oude Ruurloseweg 1          | 52° 2' 20" NB, 6° 23' 40" OL  | 1876/wikinr456 | Meer afbeeldingen            |
| Boerderij                                |          |           | Ruurloseweg 23              | 52° 0' 49" NB, 6° 21' 14" OL  | 1876/wikinr457 | Boerderij                    |
| Boerderij                                |          |           | Ruurloseweg 23a             | 52° 0' 49" NB, 6° 21' 15" OL  | 1876/wikinr458 | Boerderij                    |
| Boerderij                                |          |           | Velswijkweg 5               | 52° 1' 1" NB, 6° 18' 54" OL   | 1876/wikinr459 | Boerderij                    |
| Woning                                   |          |           | Petersdijk 2                | 52° 2' 2" NB, 6° 23' 30" OL   | 1876/wikinr460 | Woning                       |
| Woningen                                 |          |           | Burgemeester Rijpstrastr 16 | 52° 0' 23" NB, 6° 21' 7" OL   | 1876/wikinr461 | Meer afbeeldingen            |
| Woningen                                 | ca. 1905 |           | Burgemeester Rijpstrastr 18 | 52° 0' 23" NB, 6° 21' 8" OL   | 1876/wikinr462 | Meer afbeeldingen            |
| Woning                                   | 1914     |           | Stationsstraat 9            | 52° 0' 19" NB, 6° 21' 2" OL   | 1876/wikinr463 | Woning                       |
| Maalderijcomplex                         |          |           | Boeyinkweg 3                | 51° 59' 12" NB, 6° 21' 29" OL | 1876/wikinr464 | Maalderijcomplex             |

### Voormalig gemeentelijk monument
| Object | Bouwjaar | Architect | Locatie       | Coördinaten                  | Nr.            | Afbeelding |
| ------ | -------- | --------- | ------------- | ---------------------------- | -------------- | ---------- |
| Woning |          |           | Korenschoof 6 | 52° 1' 23" NB, 6° 18' 41" OL | 1876/wikinr453 | Woning     |

Aalten · 
Apeldoorn · 
Arnhem · 
Barneveld · 
Berkelland · 
Beuningen · 
Bronckhorst · 
Brummen · 
Buren · 
Culemborg · 
Doesburg · 
Doetinchem · 
Druten · 
Duiven · 
Ede · 
Elburg · 
Epe · 
Ermelo · 
Groesbeek · 
Harderwijk · 
Hattem · 
Heerde · 
Heumen · 
Lingewaard · 
Lochem · 
Maasdriel · 
Montferland · 
Neder-Betuwe · 
Nijkerk · 
Nijmegen · 
Nunspeet · 
Oldebroek · 
Oost Gelre · 
Oude IJsselstreek · 
Overbetuwe · 
Putten · 
Renkum · 
Rheden · 
Rozendaal · 
Scherpenzeel · 
Tiel · 
Ubbergen · 
Voorst · 
Wageningen · 
West Betuwe · 
West Maas en Waal · 
Westervoort · 
Wijchen · 
Winterswijk · 
Zaltbommel · 
Zevenaar · 
Zutphen